# 天鵝座79
天鵝座79，又名BD+37 4408，HD 206774、SAO 71643、HR 8307，是天鵝座的一颗恒星，视星等为5.65，位于銀經87.11，銀緯-11.18，其B1900.0坐标为赤經21h 39m 17.4s，赤緯+37° -11.18′ 33″。